# Пропавший динозавр
«Пропавший динозавр» (англ. One of Our Dinosaurs Is Missing) — британско-американская кинокомедия 1975 года. Фильм снят по повести Дэвида Форреста «Великое динозавровое похищение».

## Сюжет
Британский шпион (под личиной полномочного представителя Королевы) лорд Саутмер возвращается на родину в Великобританию из Китая, с собой он везёт формулу загадочного препарата «Лотус Икс», но его преследуют китайские спецслужбы. Хоть лорду и удаётся добраться до Лондона, но китайцы продолжают преследовать его и там. Убегая от них, он попадает в Музей естествознания, где прячет микрофильм с формулой среди костей самого большого скелета динозавра — апатозавра. В том же музее в то же время он случайно встречает свою бывшую няню — Хетти, которую и просит позаботиться о микрофильме.
Она и её подруга Эмили привлекают к делу других нянек, и они прячутся в пасти макета голубого кита незадолго до закрытия музея. Затем в тишине и темноте они начинают методично обыскивать скелет. Но их поиски не приносят успеха, и скоро все няни, кроме Хетти, Эмили и Сьюзан уходят по домам к детям, а эта троица взята в плен китайцами, которые отвозят их в свою штаб-квартиру, расположенную в подвале китайского ресторана в Сохо. Там же томится и лорд Саутмер. Нянькам удаётся обмануть похитителей и сбежать.
Тем временем, китайцы решают выкрасть из музея злополучный скелет целиком, чтобы провести поиски спокойно и методично. За ночным похищением тайком наблюдают три сбежавшие храбрые няньки, и после того, как китайцы загружают скелет в грузовик, бабушки угоняют его. Иностранцы преследуют их, но женщинам удаётся сбежать на железнодорожной платформе.
Тем временем, китайцы захватывают двоих юных подопечных няни Хетти: лорда Кастлбери и его младшего брата — Траскотта. Их привозят в музей, где начальник китайской спецслужбы обнаруживает искомый микрофильм в другом скелете — диплодока. Детей отпускают домой, где они всё рассказывают няне Хетти. Решив спасти лорда Саутмера, Хетти, организовав группу нянек, нападает на китайский ресторан, под которым находится лорд. Также к нападению присоединяются вернувшиеся на грузовике Эмили и Сьюзан.

## В ролях[1]
- Дерек Ниммо[англ.] — лорд Саутмер
- Хью Барден[англ.] — Хэйнс
- Бернард Брессло[англ.] — Фэн Чой
- Хелен Хейс — Хетти
- Джоан Симс — Эмили
- Дерик Гайлер[англ.] — Гаррис
- Питер Устинов — Хнап Ван
- Клайв Ревилл — Квон
- Молли Вейр[англ.] — няня-шотландка
- Макс Гаррис — Траскотт
- Макс Уолл[англ.] — Джагглер
- Наташа Пайн — Сьюзан
- Джосс Экленд — Би. Джей. Спенс
- Аманда Бэрри[англ.] — миссис Би. Джей. Спенс
- Артур Говард[англ.] — Тамли
- Рой Киннир — суперинтендант Граббс
- Джозеф Ритчи — Кэбби
- Перси Герберт[англ.] — мистер Гиббонс
- Джоан Хиксон — миссис Гиббонс
- Джон Лори — Джок
- Энгус Ленни — Хэмиш
- Джон Пертви — мистер Мортимер, полковник
- Кэтлин Байрон — миссис Мортимер, жена полковника
- Люси Гриффитс[англ.] — Амелия
- Джон Бэрдон[англ.] — книгопечатник
- Джейн Лапотейр — мисс Прескотт
- Ричард Пирсон[англ.] — сэр Джеффри
- Энтони Шарп — секретарь
- Уэнсли Пити[англ.] — Брумли
- Фрэнк Уильямс[англ.] — доктор Фримо
- Эрик Читти[англ.] — охранник в музее